# Ostbam

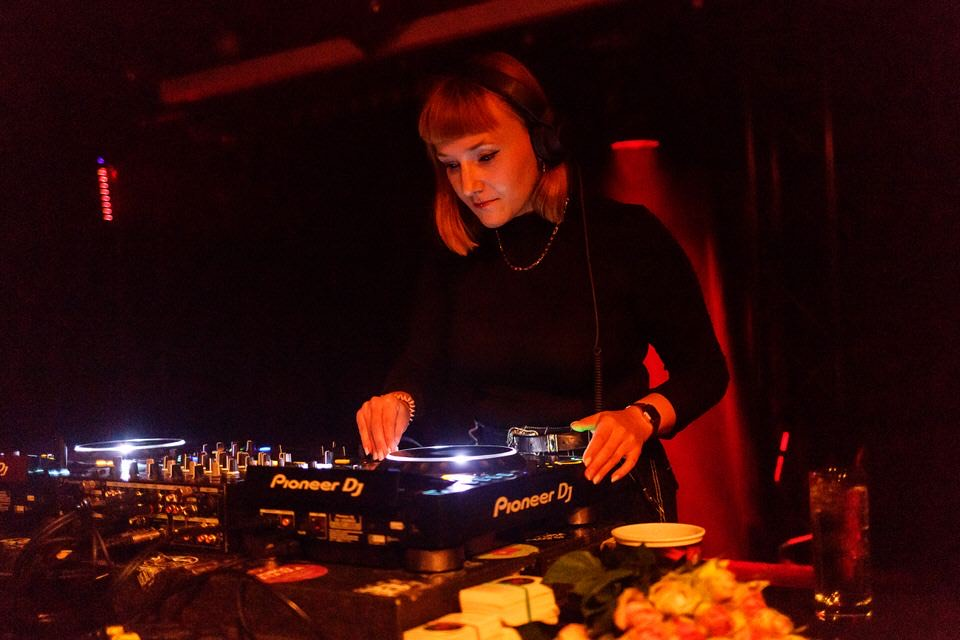
Ostbam

Ostbam (bürgerlich Agnieszka Kozłowska, geboren in Polen) ist eine Leipziger Techno-DJ, Inhaberin des Musiklabels Unusual Suspects und Mitbegründerin verschiedener feministischer DJ-Kollektive.

## Leben und Wirken
Agnieszka Kozłowska, die den Künstlernamen Ostbam nutzt, wuchs in Danzig auf und begann in Dresden mit dem Auflegen. Neben ihrer Erwerbstätigkeit als Übersetzerin ist sie Mitbegründerin des Leipziger vir.go-Kollektivs und mit dem feministischen Kollektivs ProZecco setzt sie sich für eine Verbesserung der Arbeitsbedingungen in der noch immer männerdominierten Technokultur ein. Sie ist Kuratorin des feministischen DJ-Kollektivs ProZeccoCast.
Ostbam spielt hauptsächlich dunklen Techno, gemischt mit elektronischen, ravigen Elementen, und greift auf Gabber und Sounds der 70er-Jahre zurück. Ihre Sets hat sie in Clubs verschiedener Städte aufgelegt, wie dem ://about blank & beim CTM Festival im Berghain in Berlin, dem Flex in Wien oder dem Harry Klein in München sowie auf dem Melt! Festival. Sie war eine der Resident-DJs des 2025 geschlossenen Instituts für Zukunft in Leipzig. Unter den Namen Monsoon Traxx ist sie mit Sassi in einem DJ-Duo mit Fokus auf 90er Acid und Trance aktiv, mit dem sie unter anderem 2019 auf dem Chaos Communication Congress 36C3 auflegten. Zusammen mit Crline gründete sie das Label Unusual Suspects.
In der 2022 ausgestrahlten siebenteiligen ARD-Doku-Serie 2 on the Floor - Westbam +1 ist Ostbam in der siebten Folge Ostbam meets Westbam zu sehen. Mit DJ WestBam sprach sie über verschiedene Generationen der Technoszene, Genres wie Hardtek und Gabber der 1990er-Jahre und die Bedeutung von feministischen Kollektiven in der heutigen Clubkultur.